# Université au Canada
Cet article contient une liste des universités du Canada.

## Alberta
- Université Athabasca (Athabasca)
- Université de l'Alberta (Edmonton)
- Université de Calgary (Calgary)

Alberta

- Université de Lethbridge (Lethbridge)
- Université Grant MacEwan (en) (Edmonton)
- Université Mount Royal (Calgary)

## Colombie-Britannique
- Université Capilano (en) (North Vancouver)

Colombie-Britannique

- Université d'art et de design Emily Carr (Vancouver)
- Université Fairleigh-Dickinson (Vancouver)
- Polytechnique universitaire Kwantlen (en) (Richmond)
- Université Quest (en) (Squamish)
- Université Royal Roads (Victoria)
- Université Simon Fraser (Burnaby)
- Université Thompson-Rivers (Kamloops)
- Trinity Western University (Langley)
- Université Canada Ouest (en) (Victoria)
- Université de la Colombie-Britannique Okanagan (Kelowna)
- Université de la Colombie-Britannique Vancouver (Vancouver)
- Université de la Vallée de Fraser (Abbotsford)
- Université du nord de la Colombie-Britannique (Prince George)
- Université de Victoria (Victoria)
- Université de l'île de Vancouver (en) (Nanaimo)

## Manitoba

Manitoba

- Université de Brandon (Brandon)
- Université canadienne mennonite (en) (Winnipeg)
- Université de Saint-Boniface (Saint-Boniface)
- Université de Winnipeg (Winnipeg)
- Université du Manitoba (Winnipeg)
- Collège universitaire du Nord (campus à Le Pas et Thompson)

## Nouveau-Brunswick
- Université Crandall (Moncton)

Nouveau-Brunswick

- Université Mount Allison (Sackville)
- Université Saint-Thomas (Fredericton)
- Université de Saint-Stephen (en) (Saint-Stephen)
- Université de Moncton (Moncton)
- Université du Nouveau-Brunswick (Fredericton & Saint-Jean)

## Nouvelle-Écosse

Nouvelle-Écosse

- École de théologie de l'Atlantique (en) (Halifax)
- Collège d'agriculture de la Nouvelle-Écosse (en) (Halifax)
- Université Acadia (Wolfville)
- Université du Cap-Breton (Sydney)
- Université Dalhousie (Halifax)
- Université de King's College (Halifax)
- Université Mount Saint Vincent (Halifax)
- Nova Scotia College of Art and Design (Halifax)
- Université Saint-Francis-Xavier (Antigonish)
- Université Sainte-Marie de Halifax (Halifax)
- Université Sainte-Anne (Pointe-de-l'Église)

## Ontario
- Université Algoma (en) (Sault-Sainte-Marie)

Ontario

- Brock University (Saint Catharines)
- Université Carleton (Ottawa)
- Collège universitaire dominicain (en) (Ottawa)
- Université de Guelph (Guelph)
- Université de Hearst (Hearst)
- Université de Lakehead (Thunder Bay)
- Université Laurentienne (Sudbury)
- Université McMaster (Hamilton)
- Université métropolitaine de Toronto (Toronto)
- Collège militaire royal du Canada (Kingston)
- Université de Nipissing (North Bay)
- Université de l'École d'art et de design de l'Ontario (Toronto)
- Institut universitaire de technologie de l'Ontario (Oshawa)
- Université d'Ottawa (Ottawa)
- Université Queen's (Kingston)
- Collège universitaire Saint-Lawrence (en) (Kingston)
- Université Saint-Paul Ottawa
- Université de Toronto (Toronto)
- Université Trent (Peterborough)
- Université Tyndale (Toronto)
- Université de Waterloo (Waterloo)
- Université de Western Ontario (London)
- Université Wilfrid-Laurier (Waterloo)
- Université de Windsor (Windsor)
- Université York (Toronto)
  - Collège universitaire Glendon (campus autonome bilingue)
  - Campus Keele (principal)
- Université de l'Ontario français

## Île du Prince-Édouard

Île du Prince-Édouard

- Université de l'Île du Prince-Édouard (Charlottetown)

## Québec

Québec

Le Québec compte 19 personnes morales ayant un statut d'université. L'Université du Québec ne compte pas d'étudiant et joue un rôle de coordination du réseau de l'Université du Québec. On compte donc 18 universités que l'on peut considérer comme opérantes. Toutes les universités au Québec existent en fonction de lois de l'Assemblée nationale du Québec et aucune n'a de statut public. Les universités québécoises sont toutes privées et jouissent de l'autonomie leur permettant de remplir leurs missions (enseignement, recherche et service à la collectivité), même si leur financement est largement public et déterminé par la Loi sur les établissements d'enseignement de niveau universitaire. En voici la liste :
- Université Bishop's (Sherbrooke)
- Université Concordia (Montréal)
- Université de Sherbrooke (Sherbrooke)
- Université Laval (Québec)
- Université McGill (Montréal)
- Université de Montréal (Montréal)
- École polytechnique (Montréal)
- HEC (Montréal)
- Réseau de l'Université du Québec (Québec) 
  - (UQAM) Université du Québec à Montréal (Montréal)
  - (UQTR) Université du Québec à Trois-Rivières (Trois-Rivières)
  - (UQAC) Université du Québec à Chicoutimi (Saguenay)
  - (UQAR) Université du Québec à Rimouski (Rimouski)
  - (UQO) Université du Québec en Outaouais (Gatineau)
  - (UQAT) Université du Québec en Abitibi-Témiscamingue (Rouyn-Noranda)
  - (INRS) Institut national de la recherche scientifique (Québec)
  - (ENAP) École nationale d'administration publique (Québec)
  - (ÉTS) École de technologie supérieure (Montréal)
  - (TÉLUQ) Université du Québec: TÉLUQ (Québec)

## Saskatchewan

Saskatchewan

- Université des Premières Nations du Canada (Régina)
- Université de Regina (Régina)
- Université de la Saskatchewan (Saskatoon)

## Terre-Neuve-et-Labrador

Terre-Neuve-et-Labrador

- Université Memorial de Terre-Neuve (Saint-Jean)

## Yukon

Yukon

- Université du Yukon (Whitehorse)